# BCS-East-West-Interlink-Zwischenfall 2024
Der BCS East-West-Interlink-Zwischenfall fand am 17. November 2024 in der Ostsee vor der Südküste von Schweden statt und beschreibt die vermutete Durchtrennung der Seekabel BCS East-West Interlink und C-Lion1 durch das Frachtschiff Yi Peng 3. Dies wird im politischen Kontext als hybride Angriffe gegen die kritische Infrastruktur der NATO-Länder gewertet. Der deutsche Bundesminister der Verteidigung der Bundesrepublik Deutschland Boris Pistorius spricht von Sabotage.

## Geschichte
Am 17. November 2024 meldete der Betreiber des Seekabels BCS East-West Interlink gegen 22 Uhr den Ausfall der Verbindung zwischen Litauen und Schweden. Schiffverfolgungsplattformen wie Vesselfinder berichteten, dass das unter chinesischer Flagge fahrende Schiff Yi Peng 3 in der Region südlich von Schweden unklare Manöver fuhr und teilweise seine automatische Kennung abgeschaltet hatte. Das Schiff wurde anschließend durch Kräfte aus Schweden, Dänemark und Deutschland begleitet und ankerte in internationalen Gewässer im Kattegat. Dort lag es vier Wochen, bis eine Befragung der Besatzung durch chinesische Behörden als flaggengebener Staat in Begleitung von Mitarbeitern der schwedischen, dänischen und deutschen Behörden stattfand. Letztere durften nur beobachten und keine eigenen Befragungen durchführen.
Es wurde vermutet, dass der Frachter Yi Peng 3 gegen 21 Uhr Ortszeit vor der schwedischen Küste einen Anker am Grund der Ostsee schleifen ließ. Dieser nachgeschleppte Anker durchtrennte vermutlich kurze Zeit später das Seekabel des BCS East-West Interlink. Das Schiff fuhr anschließend mit über Grund schleifenden Anker und deaktiviertem Automatic Identification System weiter und beschädigte vermutlich am Morgen des 18. Novembers ebenfalls das C-Lion1-Kabel. Der Frachter fuhr anschließend nach Daten von MarineTraffic einen auffälligen Schlingerkurs und holte den Anker wieder ein. Die Beschädigungen an den beiden Glasfaserseekabeln hatten, aufgrund der hohen Dichte an Verbindungen in der Region, jedoch keine schwerwiegenden Auswirkungen.
Anschließend verließ die Yi Peng 3 die Ostsee und fuhr unter Begleitung von dänischen Marineschiffen ins Kattegat, wo sie am 20. November 2024 in internationalen Gewässern vor Anker ging. Von diesem Tag an wurde die Yi Peng 3, laut Daten von MarineTraffic, von der dänischen Marine und der deutschen Küstenwache von Schiffen aus dem Nahbereich beobachtet.
Da die Seekabel in internationalen Gewässern beschädigt wurden und die Yi Peng 3 in internationalen Gewässern ankerte, ist der Flaggenstaat für die Ermittlungen zuständig. Das chinesische Außenministerium dementiert jedoch eine Beteiligung Chinas an dem Vorfall.
Am 12. Dezember 2024 meldete das deutsche Nachrichtenmagazin der Spiegel, dass Sicherheitskreise vermuten, dass der Kapitän der Yi Peng 3 die Seekabel im Auftrag Russlands durchtrennt habe. China habe daran kein Interesse. Am 19. Dezember 2024 wurde das Schiff vom Flaggenstaat China inspiziert und die Besatzungsmitglieder wurden befragt. Auch Vertreter aus Deutschland, Schweden und Finnland waren an Bord, die allerdings nur Beobachterstatus hatten. Am 21. Dezember 2024 verließ das Schiff seinen Ankerplatz in internationalen Gewässern und setzte seine Fahrt in Richtung Suezkanal fort.
Etwa einen Monat später wurde ebenfalls in der Ostsee durch den Estlink-2-Zwischenfall die Leitung Estlink 2 durchtrennt.